# Gemma Avenoza
Gemma Avenoza i Vera (Barcelona, 8 de setembre de 1959 - Barcelona, 22 de gener de 2021) va ser una filòloga catalana. Catedràtica de Filologia romànica, a la Universitat de Barcelona, era especialista dels documents catalans i espanyols antics, i més particularment els textos religiosos. Cofundà l'Asociación Hispánica de Literatura Medieval (AHLM), i va dirigir durant molts anys el Boletín Bibliográfico d'aquesta entitat i el recull de manuscrits medievals catalans BITECA-Philobiblon, principalment amb el Dr Charles B. Faulhaber, Charles B. Faulhaber, de la University of California Berkeley, entre d'altres.

## Obres
- La Biblia de Ajuda y la Megil·lat Antiochus en romance (2001)
- Biblias castellanas medievales (2011)
- BITECA: Bibliografia de textos antics catalans, valencians i balears (2013) amb Vicenç Beltran i Charles B. Faulhaber.[5]